# Bonheur Indigo
Albums de Yannick Noah
Combats ordinaires
(2014) La Marfée
(2022)
Singles
1. Viens
Sortie : 12 juin 2019
2. Todo Esta Bien
Sortie : 23 août 2019
3. Baraka
Sortie : 16 janvier 2020
4. Encore Temps
Sortie : 10 juin 2020

Bonheur Indigo non est le 11e album de Yannick Noah, sorti le 6 septembre 2019. 
Dans celui-ci, on retrouve les titres Viens, ou Todo Esta Bien.

## Liste des titres
| No  | Titre                                              | Durée |
| --- | -------------------------------------------------- | ----- |
| 1.  | Alerte Indigo (J.Joris/B.Leclercq/J.Morazé)        | 2:43  |
| 2.  | Encore Temps (J.Joris/B.Leclercq/J.Morazé)         | 2:53  |
| 3.  | Todo Esta Bien (Antoine Dijol/Jeremie Kisling)     | 3:15  |
| 4.  | Viens (S.Duthu/F.Dasque/JN.Dasque/J.Plante)        | 2:48  |
| 5.  | Sorry Un Peu (Lionnel Buzac/Igit)                  | 2:52  |
| 6.  | Namaste (Manon Romiti/Silvio Lisbonne)             | 3:48  |
| 7.  | La Mélo (D.Synthé/Yseult/A.Zimmer/Yugz/B.Baccour)  | 2:49  |
| 8.  | Love, Love, Love (Doriand/S.Lozac'h/O.Visconti)    | 3:06  |
| 9.  | Baraka (B.Pravi/M.Alzouma/Vincha)                  | 4:05  |
| 10. | Au Mieux Le Meilleur (D.Scrima/J.Joris/B.Leclercq) | 2:53  |
| 11. | Peau Lisse Man (Thierry Surgeon/Frédéric Château)  | 2:54  |
| 12. | Le Chemin (Jacques Veneruso)                       | 3:41  |